# Kanton Millau-1
Kanton Millau-1 (francouzsky Canton de Millau-1) je francouzský kanton v departementu Aveyron v regionu Okcitánie. Skládá se z 4 obcí. 

## Obce kantonu
- Compreignac
- Creissels
- Millau (část)
- Saint-Georges-de-Luzençon